# Emma Kimiläinen
Emma Kimiläinen (Helsinki, 8 luglio 1989) è una pilota automobilistica finlandese.

## Carriera

### Scandinavian Touring Car
Nel 2014 Kimiläinen riceve una chiamata a sorpresa dal team PWR Racing per correre l'intera stagione del Campionato Scandinavo Turismo, diventando la prima donna a correre nella serie dal 1999. La sua prima stagione si dimostra positiva, chiude undicesima in classifica conquistando anche un podio. Confermata per la stagione 2015 dal team, ottiene altri due podi che la portano alla settima posizione in campionato. Nel 2016 un infortuno al collo ottenuta dopo un forte incidente nella prima gara gli impedisce di correre l'intera stagione.

### W Series

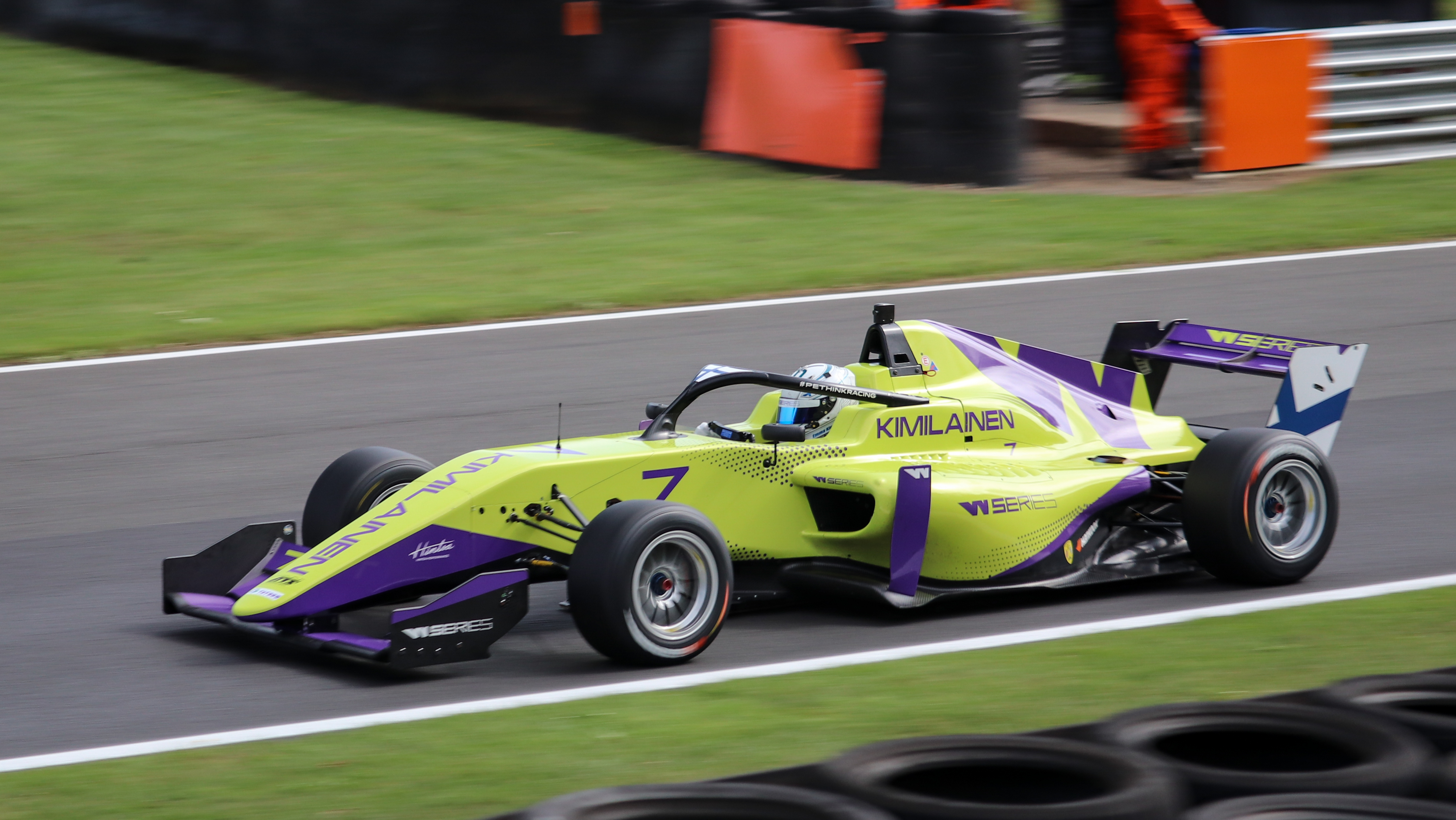
Emma Kimiläinen nel 2019 durante la gara di Brands Hatch

#### 2019
Nel 2019 Kimiläinen viene selezionata tra le 18 pilote per correre alla prima stagione della W Series. Però nella prima gara a Hockenheimring viene coinvolta in un incidente con Megan Gilkes e si infortuna per le due gare successive. Kimiläinen ritorna in pista al Norisring dove ottiene il miglior giro veloce e chiude quinto. Ad Assen completa il grande slam (pole position, giro più veloce, vittoria in gara). Finisce seconda nel ultima gara stagionale dietro ad Alice Powell chiudendo così quinta in classifica pur avendo saltato due gare.

#### 2021
La stagione 2020 viene cancellata a causa della pandemia di COVID-19, Kimiläinen ritorna così in pista solo nel 2021 con il team Écurie W. La stagione è molto positiva, conquista cinque podi tra cui anche una vittoria sul Circuito di Spa-Francorchamps. La finlandese chiude così terza in campionato.

#### 2022
Nel 2022 Kimiläinen conferma la sua presenza nella serie ed entra nel team Puma W Series. Nella prima metà del campionato ottiene il podio solo nel round Silverstone, chiudendo seconda dietro a Jamie Chadwick

### Race of Champions
Nel 2022 partecipa alla Race of Champions partecipando sia alla Campione dei Campioni, dove esce agli ottavi eliminata da Sebastian Vettel, che alla Coppa per Nazioni dove, insieme al campione del mondo di Formula 1 Mika Häkkinen, porta la Finlandia fino in semifinale.

### E1 Series
Nel 2024 passa dall'automobilismo alla motonautica, partecipando nel neo-nato campionato di E1 series nel team di proprietà del giocatore dell'NFL Tom Brady, assieme all'inglese Sam Coleman. I due piloti hanno vinto la prima gara a Jeddah, disputata il 3 febbraio 2024.

## Risultati

### Riassunto della carriera
| Stagione | Serie                    | Team                          | Gare | Vittorie | Pole | G.V | Podio | Punti | Posizione |
| -------- | ------------------------ | ----------------------------- | ---- | -------- | ---- | --- | ----- | ----- | --------- |
| 2005     | Formula Ford NEZ         | Team F40                      | 9    | 0        | 1    | 1   | 2     | 77    | 5°        |
| 2005     | Formula Ford Finland     | Team F40                      | 10   | 0        | 1    | 0   | 5     | 106   | 2°        |
| 2005     | Formula Ford Sweden      | Team F40                      | 4    | 0        | 0    | 0   | 1     | 38    | 7°        |
| 2006     | Formula Ford NEZ         | Team F40                      | 14   | 4        | 2    | 0   | 9     | 139   | 2°        |
| 2006     | Formula Ford Finland     | Team F40                      | 4    | 0        | 0    | 0   | 1     | 110   | 2°        |
| 2006     | Formula Ford Sweden      | Team F40                      | 4    | 0        | 0    | 0   | 0     | 48    | 6°        |
| 2007     | Radical Cup Sweden       | JFG Motorsport                | 22   | 3        | 4    | 0   | 14    | 195   | 3°        |
| 2008     | ADAC Formel Masters      | Van Amersfoort Racing         | 16   | 0        | 0    | 1   | 1     | 76    | 10°       |
| 2009     | Formula Palmer Audi      | MotorSport Vision             | 20   | 0        | 0    | 1   | 4     | 260   | 5°        |
| 2014     | Scandinavian Touring Car | PWR Racing Team               | 11   | 0        | 0    | 0   | 1     | 55    | 11°       |
| 2015     | Scandinavian Touring Car | PWR Racing Team               | 14   | 0        | 0    | 0   | 2     | 158   | 7°        |
| 2016     | Scandinavian Touring Car | PWR Racing – SEAT Dealer Team | 8    | 0        | 0    | 1   | 0     | 59    | 11°       |
| 2017     | V8 ThunderCars NEZ       | N/A                           | 6    | 2        | 0    | 0   | 4     | 2400  | 5°        |
| 2019     | W Series                 | Hitech GP                     | 4    | 1        | 1    | 3   | 2     | 53    | 5°        |
| 2021     | W Series                 | Écurie W                      | 8    | 1        | 1    | 1   | 5     | 108   | 3°        |
| 2022     | W Series                 | Puma W Series Team            |      |          |      |     |       |       |           |

### W Series
(legenda) (Le gare in grassetto indicano la pole position) (Le gare in corsivo indicano Gpv)
| Stagione | 1       | 2     | 3     | 4     | 5      | 6       | 7     | 8     | Punti | Pos. |
| -------- | ------- | ----- | ----- | ----- | ------ | ------- | ----- | ----- | ----- | ---- |
| 2019     | HOC Rit | ZOL   | MIS   | NOR 5 | ASS 1  | HAT 2   |       |       | 53    | 5º   |
| 2021     | RED 13  | RED 3 | SIL 4 | HUN 6 | SPA 1  | ZAN 3   | AME 2 | ROD 3 | 108   | 3º   |
| 2022     | MAI 15  | MAI 5 | CAT 4 | SIL 2 | PAU 12 | HUN Rit | SUZ 9 |       | 42    | 8º   |